# ドルンブルク (ヘッセン)
ドルンブルク (ドイツ語: Dornburg) は、ドイツ連邦共和国ヘッセン州ギーセン行政管区のリムブルク＝ヴァイルブルク郡に属す町村である。この町はヴェスターヴァルト内に位置している。

## 地理

### 位置
ドルンブルクは、西と北をヴェスターヴァルト郡（ラインラント＝プファルツ州）に接している。残りはこの町と同じリムブルク＝ヴァイルブルク郡の市町村である。町域の面積は 3,321 ha である。このうち 979 ha が森林で、さらにそのうち 922 ha を町が所有している。

### 自治体の構成
自治体ドルンブルクは、以下の5つの地区からなる。人口は2019年12月31日現在の数値である。
| 地区名               | 人口（人） | 備考                           |
| -------------------- | ---------- | ------------------------------ |
| フリックホーフェン   | 2,868      | 行政機関の所在地               |
| ランゲンデルンバッハ | 1,591      |                                |
| ヴィルゼンロート     | 1,344      | 州指定の「空気の清浄な保養地」 |
| ドルンドルフ         | 1,616      | 州指定の「保養地」             |
| タールハイム         | 1,296      |                                |

## 歴史
1971年の合併後にこの町が名乗っている「ドルンブルク」とは、ラ＝テーヌ時代（紀元前5世紀から紀元前1世紀）の環状土塁施設が遺る、高さ約 396 m の山である。環状土塁の中にはケルト人の都市風の集落があった。ブラジウスベルクには、ケルト人の祭祀場があった。後にここに建設されたキリスト教の礼拝堂は、1734年まで周辺の11の村の教区教会として利用されていた。
現在この町を形成している5つの村落の成立は、その一部は1200年以上前に遡る。ヴィルゼンロート（当時の表記は Welsenderode で、ヴィレジントによって開墾された地域を意味する）とランゲンデルンバッハは、879年にゲプハルト・イム・ラーンガウがその所領をゲミュンデンの聖ゼヴェルス参事会に寄進した際の文書に記述されている。
ドルンドルフの最初の記録（当時の表記は Torndorph）は、772年になされた。フリックホーフェン（Fridechuba、柵で囲われた農場などの土地を意味する）の建設は、802年から812年の間であった。
1636年にペストで村が荒廃した。ドルンドルフで生き残ったのはわずか1家族だけであった。

### 自治体の形成
自治体ドルンブルクは、ヘッセン州の地域再編に伴い1971年2月1日にそれまでリムブルク郡の独立した町村であったフリックホーフェン、ドルンドルフ、ヴィルゼンロートが自由意思に基づき合併して成立した。行政機関はフリックホーフェンに置かれた、1974年7月1日に発効した州法により、ランゲンデルンバッハがこれに加わった。かつて独立していた各町村は、ヘッセン州自治体法に基づき、地区議会と地区長を擁するオルツベツィルクとなっている。

## 住民

### 人口構成
統計調査「Zensus 2011」によれば、その調査日である2011年5月9日時点で、ドルンブルクには 8,519人が住んでいた。このうち外国人は 626人 (7.35 %) で、EU圏内が175人、その他のヨーロッパ圏が380人、その他の国が71人であった。戸数は3505戸であった。このうち981戸が単身世帯、1,067戸が子供のいないペアの世帯、1,174戸が子供のいるペアの世帯、243戸が成人した子供が親と同居している世帯、40戸がルームシェアであった。1,257人 (14.8 %) が福音主義信者、5,711人 (67.0 %) がカトリック信者であった。

## 行政

### 議会
ドルンブルクの町議会は31議席で構成される。

### 町政委員会
町政委員会は、町長と10人の委員で構成されている。

### 首長
2009年2月1日の選挙で、アンドレアス・ヘフナー (CDU) は 68.9 % の票を獲得して、1997年から町長を務めていたディーター・ヒルベルト (SPD) に勝利した。この選挙の投票率は 62.4 % であった。ヘフナーは2009年8月1日に町長に就任した。

## 文化と見所

### 建築

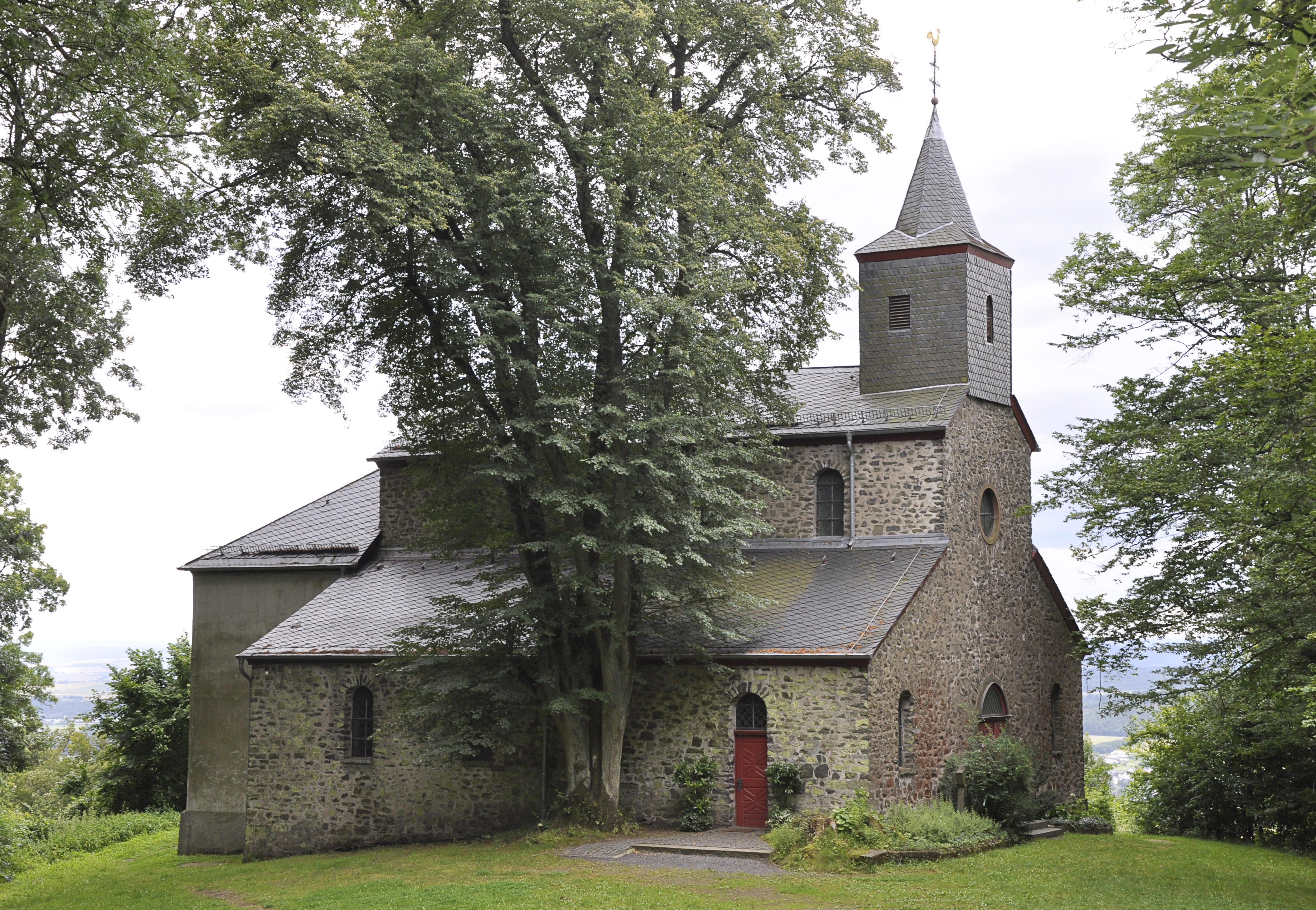
ブラジウス礼拝堂

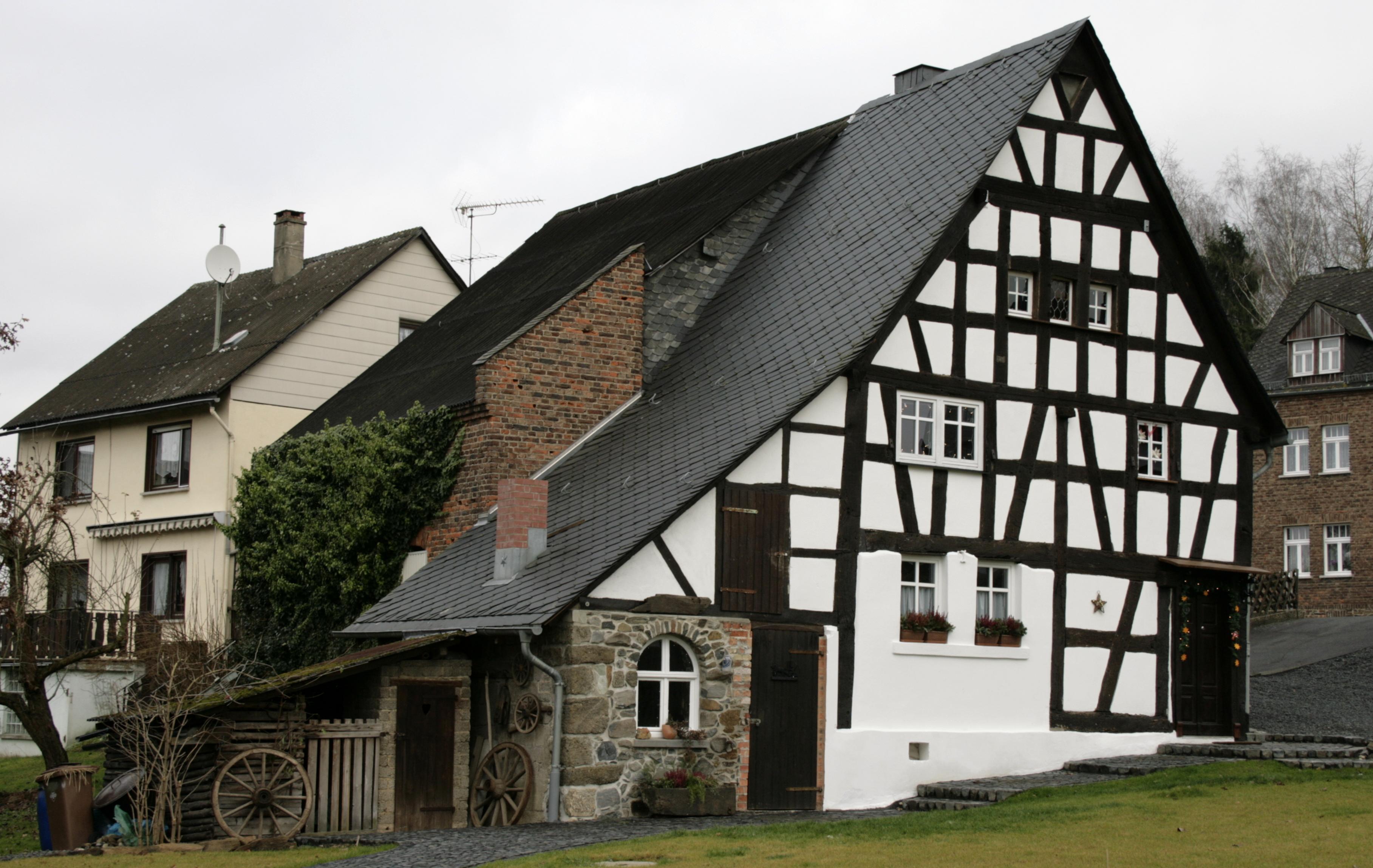
タールハイムの博物館

- ブラジウス礼拝堂。803年頃に最初の記録が遺されている。フリックホーフェン地区にあり、1746年までキルヒシュピール・フリックホーフェンの中心地であった。この礼拝堂は、大天使ミカエルに献堂されている。
- フリックホーフェンの教区教会は1732年に建設された。元の教会の塔と内陣が遺されている。この部分は1955年から56年の教会拡張のための改築においても保存された。この教会には、ハーダマル派の大きなバロック祭壇が設置されている。
- ネオロマネスク様式の、ランゲンデルンバッハの聖マティアス教区教会。「800年ボダイジュ」がある。
- ドルンドルフの聖マルガレータ教区教会。この教会は、10世紀の城塞の塔の基礎壁上に建設されている。
- ランゲンデルンバッハの「ホーフハウス」
- フリックホーフェンのユダヤ人墓地
- 両大戦の犠牲者を追悼するヴィルゼンロートの記念碑
- 環状土塁を持つケルト時代のオッピドゥム跡「ドルンブルク」
- ドルンブルク全域の見所付近を通る遊歩道「ブラジウスシュタイク」

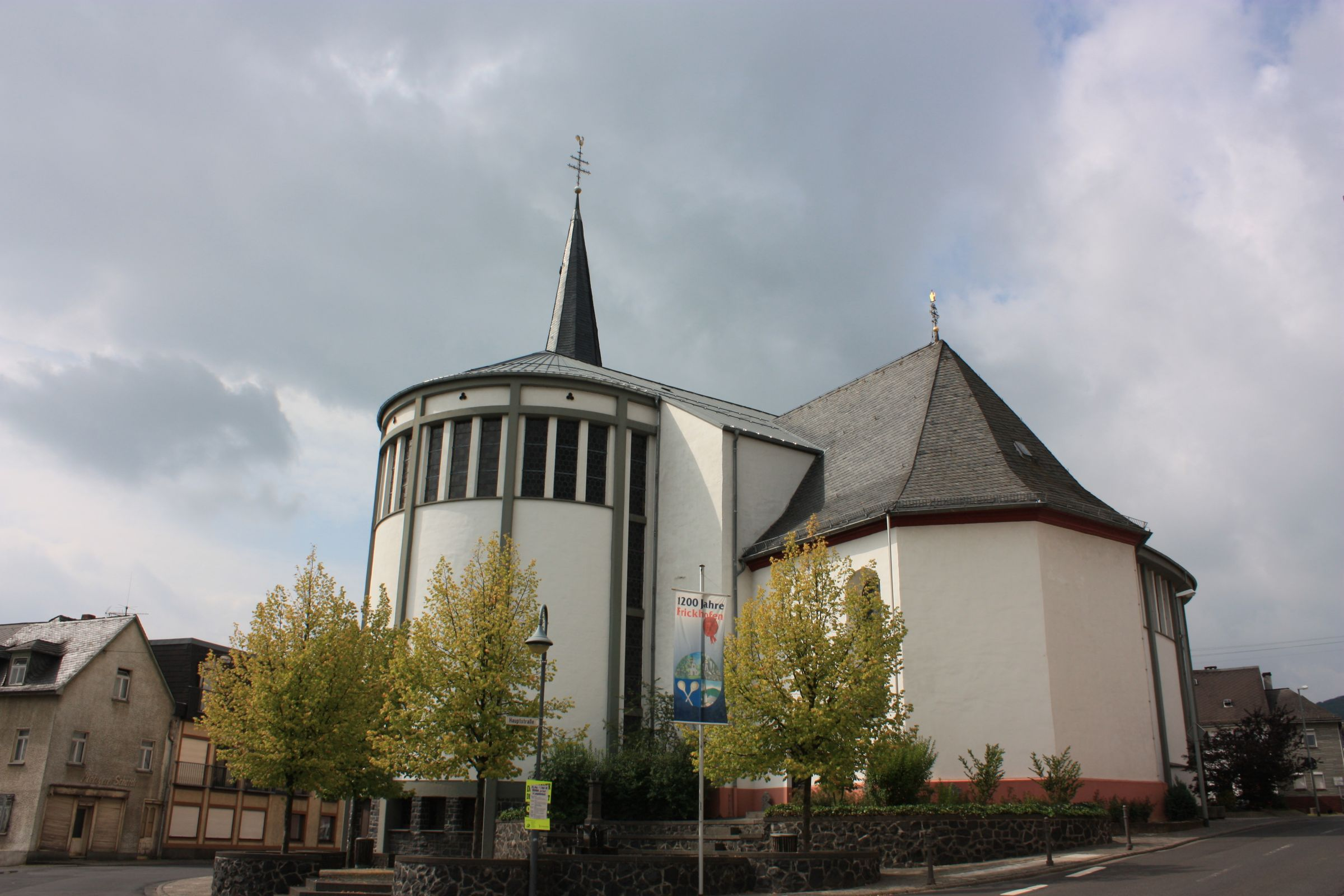
フリックホーフェンの聖マルティン教区教会
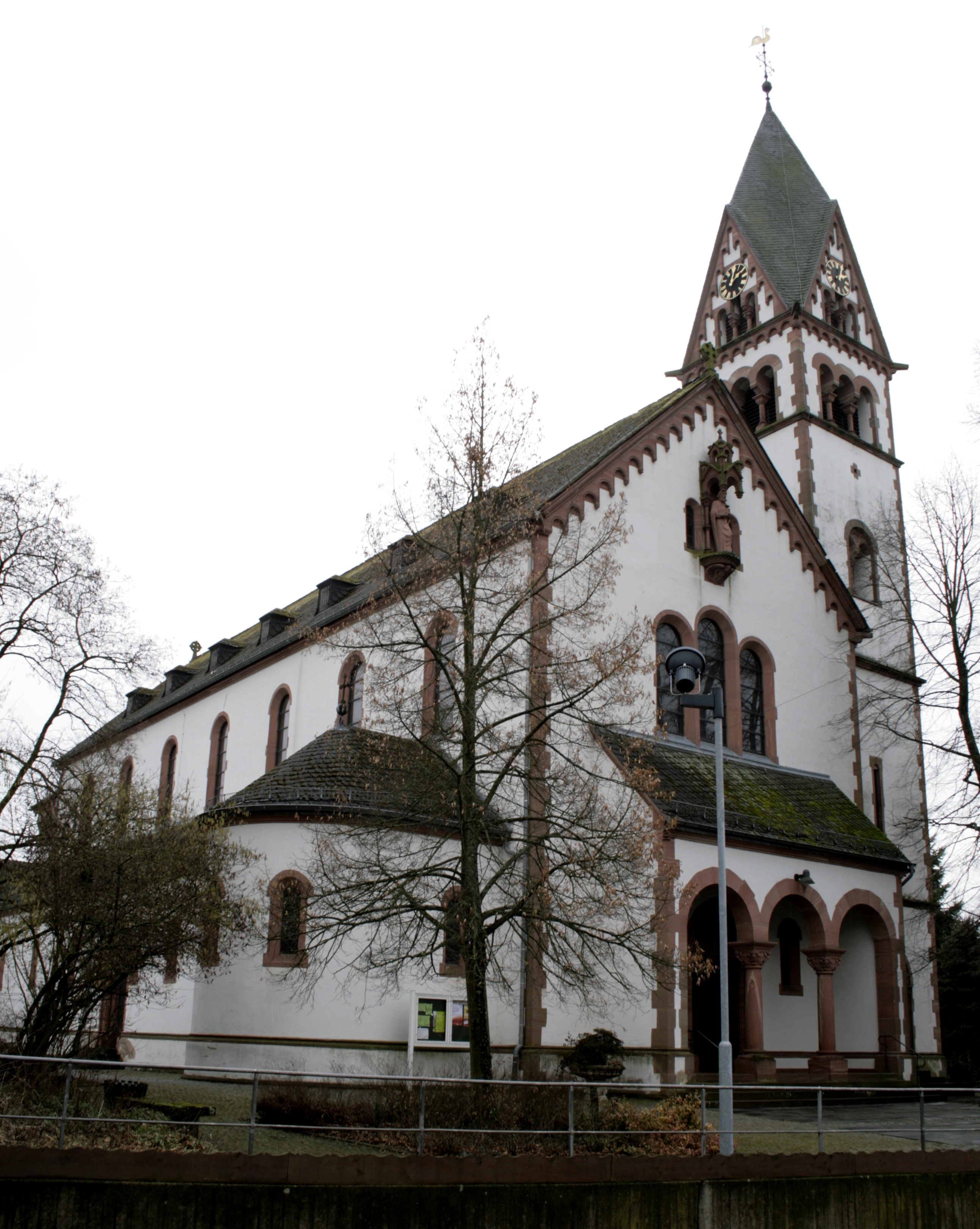
ランゲンデルンバッハの聖マティアス教区教会
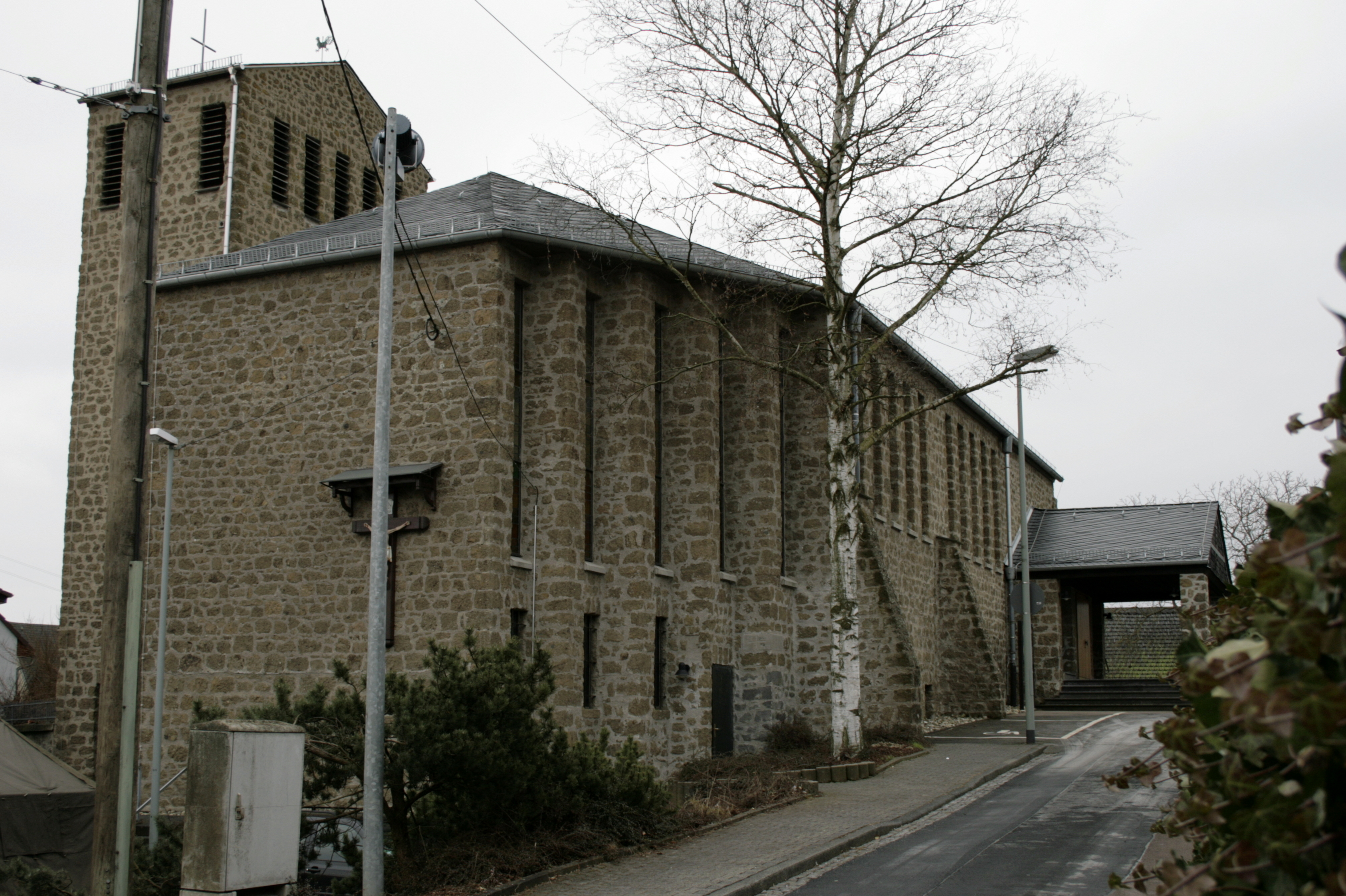
ドルンドルフの聖マルガレータ教区教会
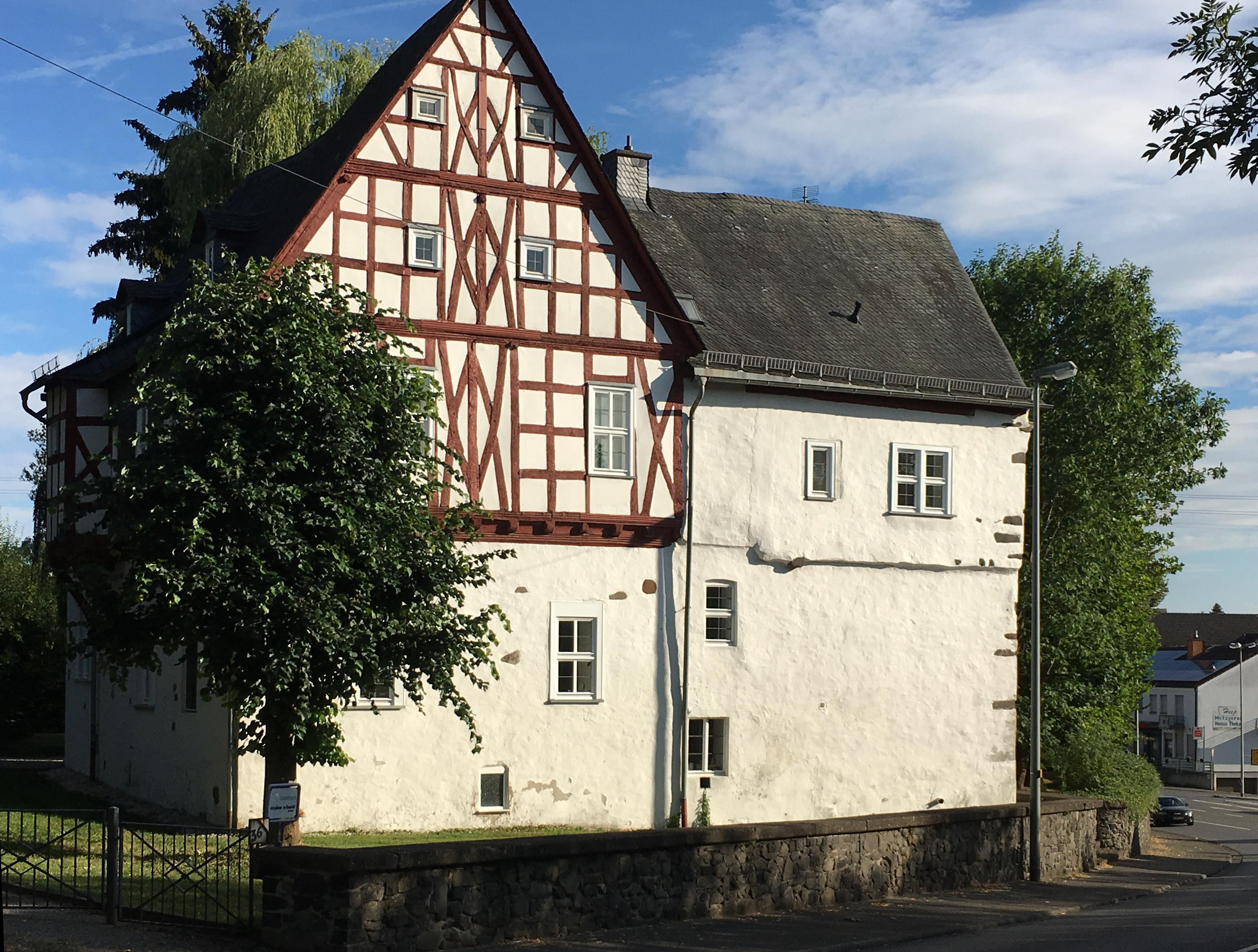
ランゲンデルンバッハのホーフハウス
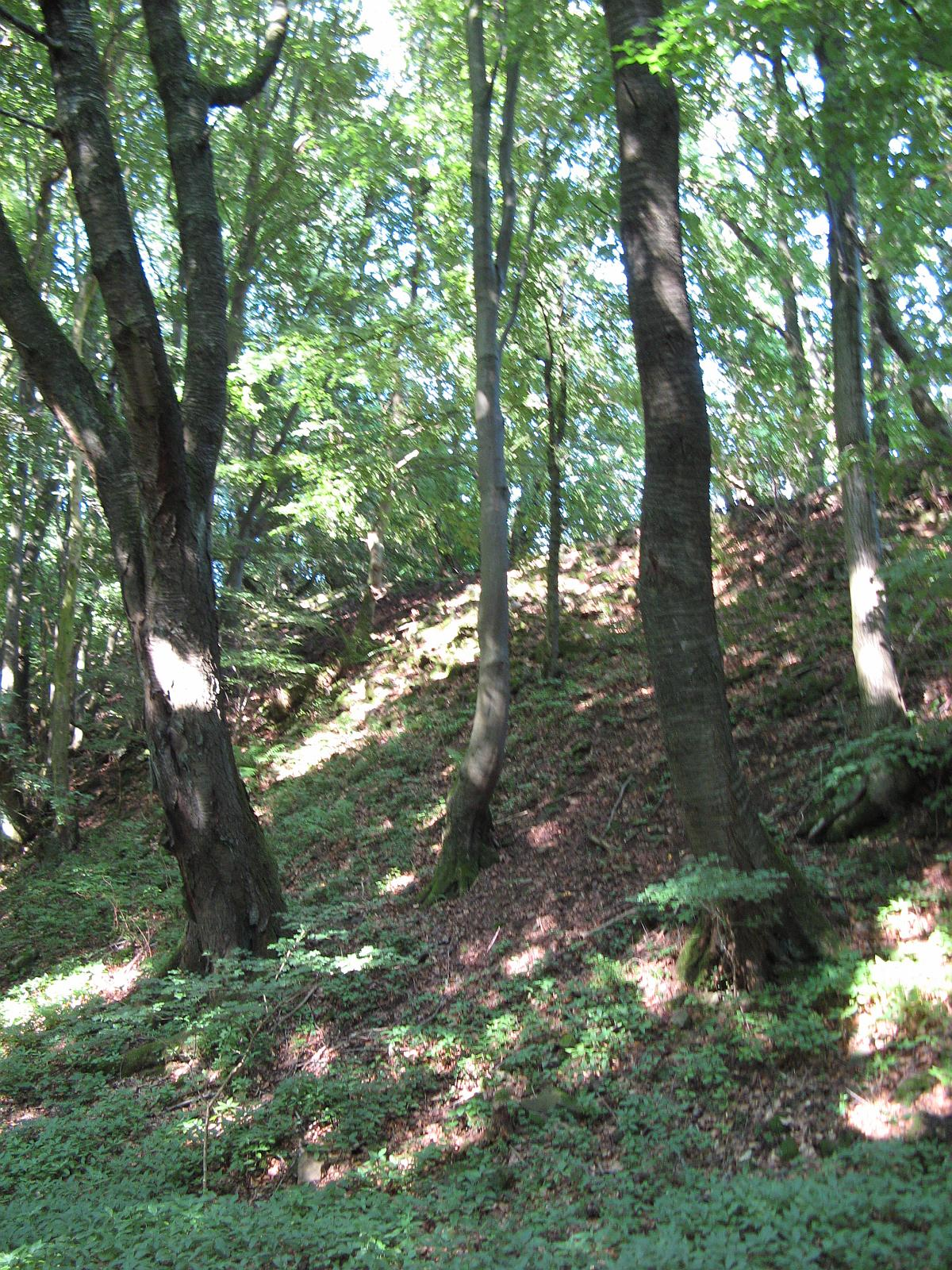
ドルンブルクの土塁

### 博物館
ヴィルゼンロート地区とタールハイム地区には、それぞれ村の博物館がある。両館は、地元の歴史や、地区に遺るヴェスターヴァルトの民俗文化に関する情報を提供している。ヴィルゼンロートの博物館ではさらにこの集落における玄武岩採掘についても紹介している。

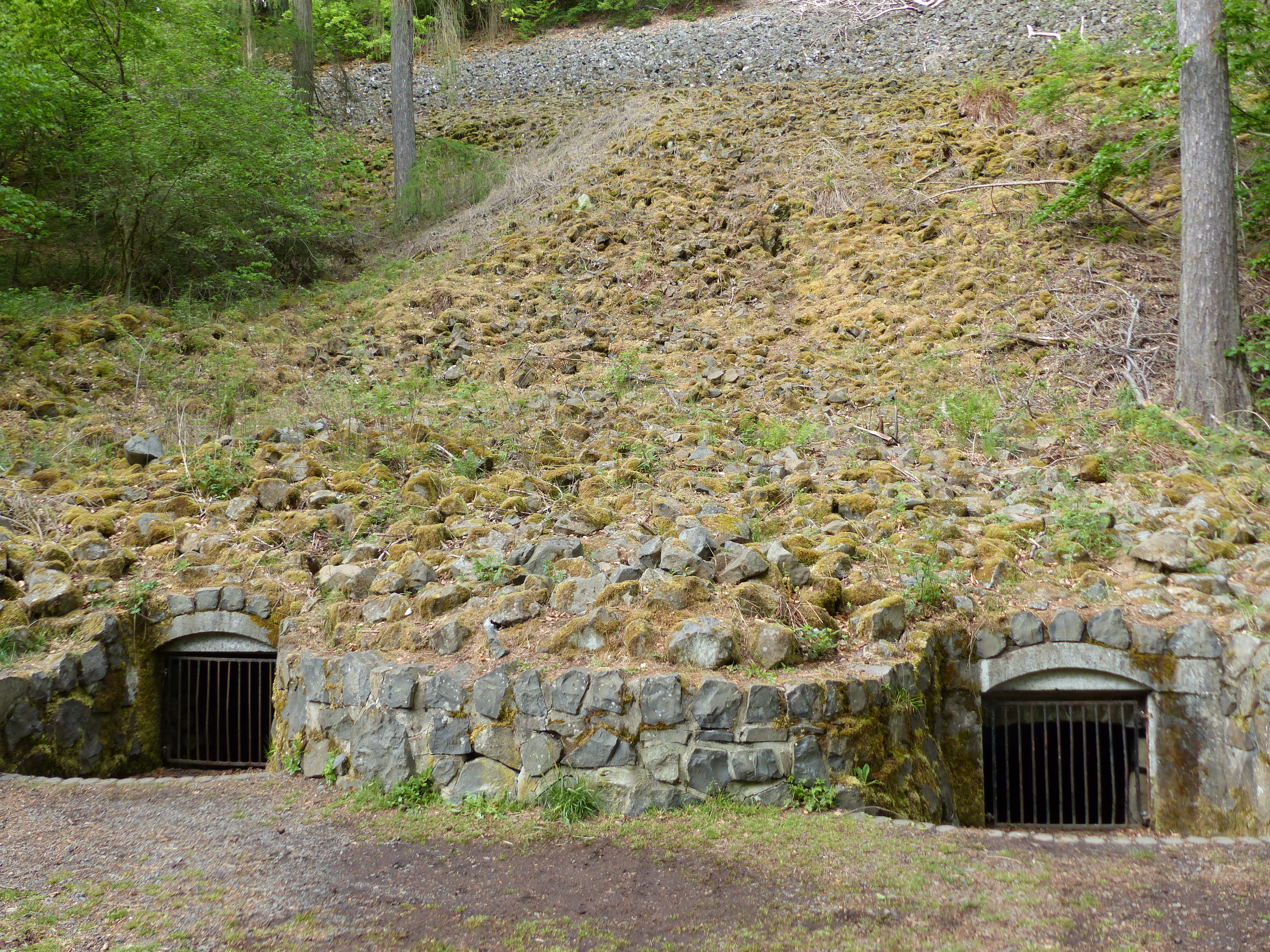
エヴィーゲ・アイスの坑口

### 自然空間
- ドルンブルクの麓、ヴィルゼンロート地区にある「エヴィーゲ・アイス」は、ヴェスターヴァルト＝ラーン＝タウヌス・ナショナル・ジオパークの一部である。ここでは、山の隙間が多い玄武岩の下の気流が冬になると湿気を凍らせる。空気は乾燥し、暖められて上に昇り、この岩場の表面には雪が積もらない。夏には気流は逆向きになる。暖かい空気が上からこの荒れ地に吹き込んで冷やされ、冷たい気流として下端から吹き出す。玄武岩による優れた断熱は、地中 8 m の深さに達する氷の層が夏でも完全に溶けないことによるものである。こうした現象はヘッセン州で類のないものである。1839年に玄武岩の採石作業によって発見され、現在は2本の人工的な坑道により観察することができる。ここは、この自然の冷蔵機能を見込んで1869年に近くに設立されたブルワリーのビールの低温保存庫として利用されていた[12]。
- 「ドライヘレンブルネン」（直訳: 三領主の泉）。3つの領邦の境界が交わる点で、それぞれの領主が集まる場所であったが、いずれの領主も境界線を越えることはなかった。現在「ドライヘレンブルネン」は森の中にあり、ブラジウスシュタイクの一部となっている。

## 経済と社会資本

### 経済構造
2010年6月30日現在、2,737人の住民が社会保険支払い義務のある就労者でこの町に住んでいる。このうち2,139人は町外で働いている。ドルンブルク町内で1,411人が働いており、このうち813人が町外からこの町に通っている。2019年12月31日現在、住民の 56.6 % が製造業に従事しており、他は商業および交通業が 17.5 %である。

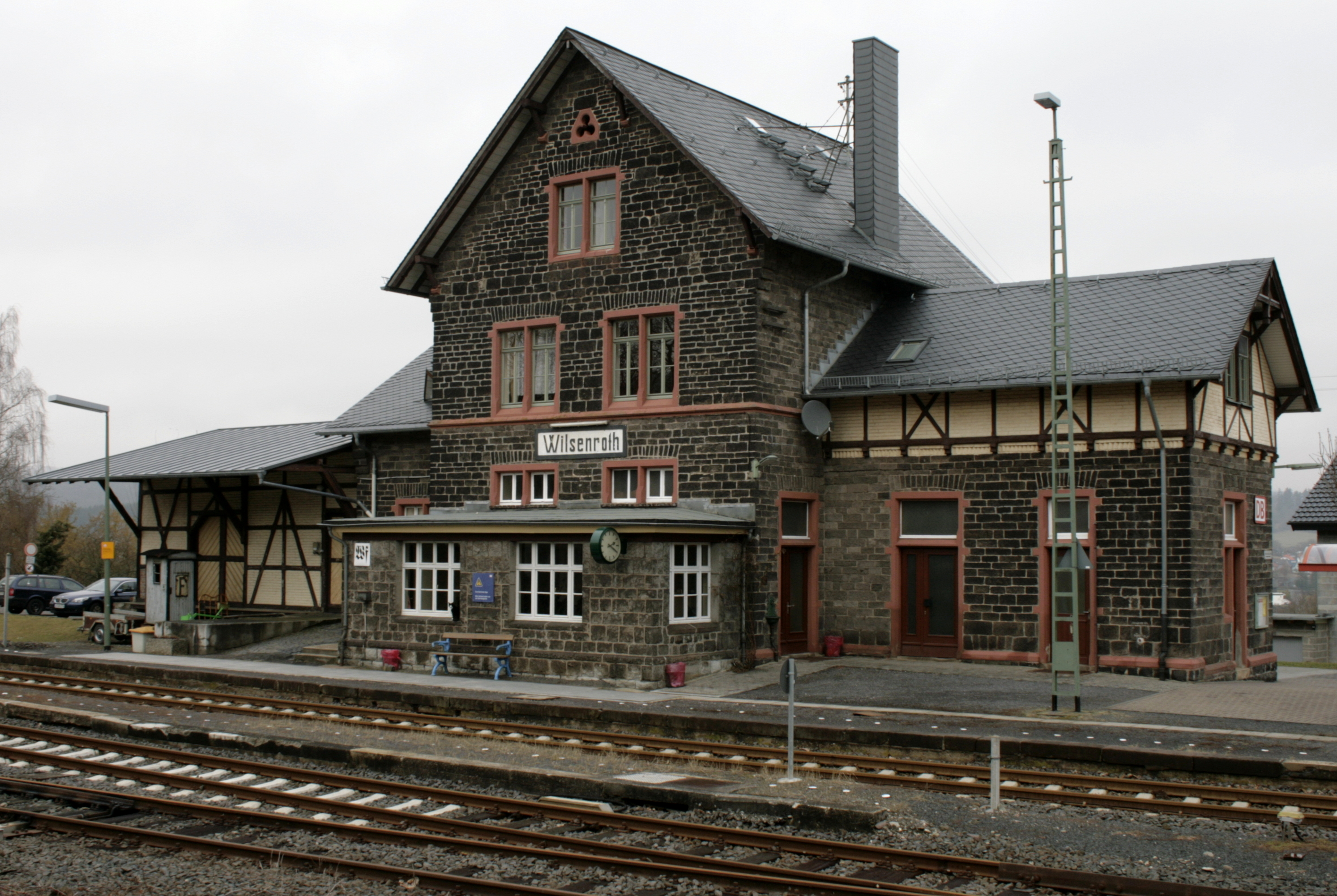
ヴィルゼンロート駅

### 交通
- 連邦道 B54号線がランゲンデルンバッハを通っている。
- オーバーヴェスターヴァルト鉄道の駅がフリックホーフェンとヴィルゼンロートにある。この路線をヘッセン・ランデスバーン (HLB) 傘下のドライレンダーバーンが運行するレギオナルバーン 90（リムブルク・アン・デア・ラーン - ディーツ東 - ヴェスターブルク - ハッヒェンブルク - アルテンキルヒェン - アウ (ジーク) − ヴィッセン (ジーク) - ジーゲン - クロイツタール）（ヴェスターヴァルト＝ジーク鉄道）が運行している。

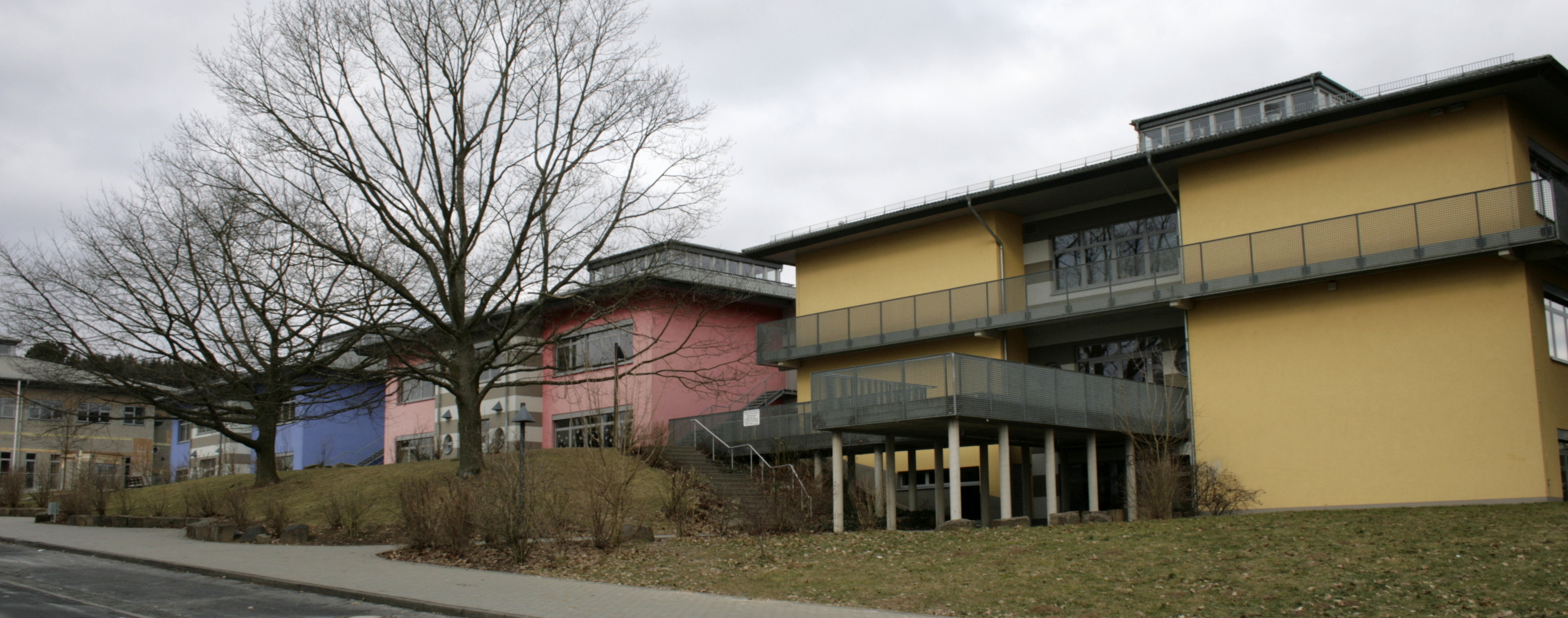
ミッテルプンクトシューレ聖ブラジウス

### 教育
ドルンブルクには、以下の地区に基礎課程学校がある: ドルンドルフ、ランゲンデルンバッハ、タールハイム、ヴィルゼンロート。
フリックホーフェンには、基礎課程・本課程・実科学校部門を有するミッテルプンクトシューレ聖ブラジウスがある。

### 施設・機関
- カトリック教会が運営するフリックホーフェン幼稚園
- カトリック教会が運営するランゲンデルンバッハ幼稚園
- カトリック教会が運営するヴィルゼンロート幼稚園
- カトリック教会が運営するドルンドルフ幼稚園
- カトリック教会が運営するタールハイム幼稚園
- フリックホーフェン消防団
- ランゲンデルン消防団
- ヴィルゼンロート消防団
- ドルンドルフ消防団
- タールハイム消防団
- ドルンブルクの消防団が運営する子供消防団

## 人物
- エックハルト・シュミット＝オッパー（ドイツ語版、英語版）（1961年 - ）フィールドホッケー選手。1984年ロサンゼルスオリンピックおよび1988年ソウルオリンピックでともに銀メダルを獲得した。

## 関連文献
- Stefan Grüssinger. Pfarrgemeinde St. Martin. ed. St. Martinskirche Frickhofen – 50 Jahre
- Leif Hansen (2007), “Ein frühlatènezeitliches Goldhalsringfragment von Dornburg-Wilsenroth (Kr. Limburg-Weilburg)”, Archäologisches Korrespondenzblatt 37:  pp. 233–246
- Randolf Fügen (2003). Highlights in Mittelhessen (1 ed.). Gudensberg-Gleichen: Wartenberg Verlag. ISBN 978-3-8313-1044-9
- Hermann-Josef Hucke, ed (1991). Großer Westerwaldführer (3 ed.). Montabaur: Verlag Westerwald-Verein e.V.. ISBN 978-3-921548-04-2
- “Hessische Bibliographie のドルンブルクに関する書籍検索結果”. 2021年1月16日閲覧。